# VTC Video Tele Carnia
VTC - VideoTeleCarnia è un canale televisivo locale italiano privato che trasmette da Treppo Ligosullo nella regione autonoma Friuli-Venezia Giulia. La sede è ubicata in via 4 Novembre n.5.

## Storia
Fondata nel 1980 da Mario De Cillia, l'emittente copriva solo parte della Valle del But ma con l'arrivo del DTT (Digitale Televisivo Terrestre) dal 19 aprile 2011 ha esteso il proprio segnale in tutta la regione ed è ricevibile anche su parte del litorale dell'Istria slovena e croata e in alcune aree di confine della regione Veneto.
La missione principale della rete, di tipo generalista e rivolta a tutti, è la promozione, la valorizzazione e la divulgazione degli avvenimenti artistico-culturali carnici. Il 70% dei programmi sono realizzati in lingua friulana e dialetto carnico il rimanente in italiano.
VTC VideoTeleCarnia è fornitore di contenuti dell'emittente udinese TeleFriuli ed è ospitato da quest'ultima nel proprio mux DTT al canale 690.
Dal 1º marzo 2022, dopo oltre 40 anni di attività in favore del territorio carnico, il canale Tv non trasmette più autonomamente via etere essendo venuto meno il numero delle frequenze televisive per la diffusione del segnale DTT regionale. La piccola emittente proseguirà la diffusione dei suoi programmi in streaming tramite il proprio sito internet con l'eccezione di una finestra giornaliera serale, di un paio d'ore, all'interno della programmazione della monfalconese TeleAntenna NM diffusa sul canale 80 del digitale televisivo terrestre.

## Programmazione

### Trasmissioni attuali e storiche
- Agrisapori
- Alla scoperta di libri e testi attraverso le biblioteche della Carnia
- Contromano
- Cirint lis olmis di Diu
- Dentro la notizia
- Filo diretto con... dallo studio in diretta telefonica su temi attuali
- I coyote
- Imparin il furlan
- L'opinione di...
- L'osservatorio di San Pietro in Carnia
- Il Nadâl
- Il notiziari de Cjargne
- Il giorno del Signore
- Il microfono a...
- La cjanive
- La pecora nera
- Le erbe
- Libro amico
- Non ci posso credere
- Nota a margine
- Notiziario 7giorni7
- Notiziario VTC
- Palio das Cjarogiules
- Turismo 24
- Viticultura
- VTC sport
- Waterloo, l'Italia che va

## Collaboratori
- Bugliani Walter
- Casanova Davide
- Cesare Alessandro
- Della Pietro Eddo
- De Cillia Gianluca
- De Cillia Barbara
- De Cillia Ennio
- De Franceschi Pino
- De Rivo Alessio
- Di Centa Andrea
- Di Centa Diego
- Di Ronco Chiara
- Englaro Alfio
- Flora Mario
- Garibaldi Renato
- Iob Romano
- Lazzara Laura
- Leschiutta Gabriele
- Leschiutta Gregorio
- Maieron Francesco
- Maieron Sara
- Marra Marco
- Molfetta Domenico
- Morocutti Giorgio
- Nodale Federica
- Ortis Giusy
- Pittino Giuseppina
- Plazzotta Joel
- Puntel don Tarcisio
- Quaglia Manuela
- Spizzo Daniel
- Vezzi Celestino
- Vezzi Marco
- Vezzi Marta